# Cydia cythisanthana
Cydia cythisanthana is een vlinder uit de familie bladrollers (Tortricidae). De wetenschappelijke naam is voor het eerst geldig gepubliceerd in 1988 door Burmann & Prose.
De soort komt voor in Europa.